# جينتور
جينتور مدينة قديمة تقع في منطقة برباني في ولاية ماهاراشترا، يسكن فيها الهندوس والمسلمون، ولكن الهندوس في الأغلبية، في هذه المدينة 20 مسجد، «الجامع الكبير» من أكبر مساجدها، وفيه المدارس الإسلامية، فأول مدرسة «مدرسة إحياءالعلوم» أسسهاوبناها الشيخ شكيل أحمد ابن عبد الغفار المولوي، تخرج من هذه المدرسة عدد كبير من العلماء والمشائخ.